# Enric Sagnier i Villavecchia
Enric Sagnier i Villavecchia   (Barcelona, 21 de març de 1858 - Barcelona, 1 de setembre de 1931), marquès de Sagnier, fou un arquitecte català ben relacionat amb les classes dirigents barcelonines, de les quals rebé nombrosos encàrrecs (prop de 300 edificis documentats a la ciutat comtal).

## Biografia

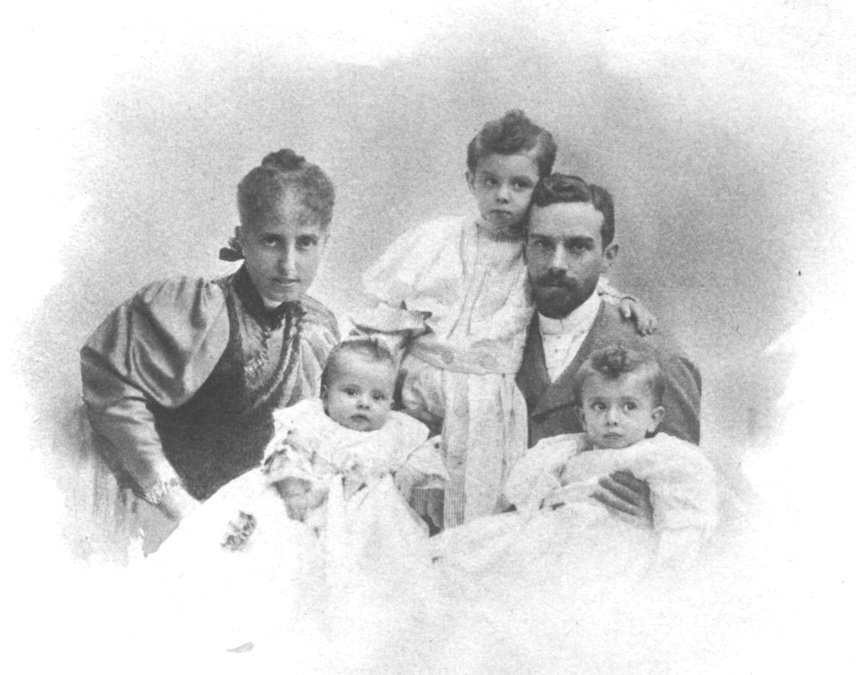
Sagnier amb la seva esposa Dolors Vidal i els seus fills Josep Maria, Manuel i Enric.

Enric Sagnier va néixer el 1858 al número 2 del carrer Cervantes de Barcelona, fill de Lluís Sagnier i Nadal, president de la Caixa d'Estalvis i Mont de Pietat de Barcelona i de Clementina Villavecchia i Busquets, i va ser batejat amb el nom d'Enric Ferran Josep Lluís. De família benestant, tingué una sòlida formació artística, aprengué música —era un excel·lent intèrpret de violí— i pintura —tenia un gran domini del dibuix i el color. Així, des de jove es mogué als ambients més selectes de l'alta societat barcelonina —el seu germà Joaquim fou alcalde de Barcelona entre 1913 i 1914. Estudià batxillerat al prestigiós internat Col·legi Valldemia, a Mataró, i la carrera d'arquitectura a l'Escola Tècnica Superior d'Arquitectura de Barcelona, on obtingué el títol el 22 de març de 1882.
Mentre cursava els seus estudis començà a treballar per a Francisco de Paula del Villar y Lozano, amb qui col·laborà al Monestir de Montserrat. Des de jove tingué un notable èxit professional, i va rebre molts encàrrecs de la noblesa catalana i de l'Església —tingué una especial vinculació amb els Salesians, per als quals elaborà nombrosos projectes, entre els quals la seva principal obra, el Temple Expiatori del Sagrat Cor—, així com diversos nomenaments institucionals. El 1887 es casà amb Dolors Vidal-Ribas i Torrents, amb qui tingué cinc fills: Josep Maria, Manuel, Enric, Maria i Ignasi.
A causa de la gran quantitat d'obres que executà durant la seva carrera professional, sovint col·laborà amb altres arquitectes, com Josep Domènech i Estapà, Bonaventura Bassegoda i Amigó, August Font i Carreras, Francesc Folguera, Adolf Florensa, Pere Garcia i Fària, Pere Benavent, etc., així com amb el seu fill Josep Maria Sagnier i Vidal, segon marquès de Sagnier, el qual enllestí moltes de les obres iniciades pel seu pare. També comptà amb la col·laboració de molts artistes i artesans, com Josep Maria Sert, Alexandre de Riquer, Josep Llimona, Eusebi Arnau, el forjador Carles Torrebadell, el vitraller Antoni Rigalt, el mosaïcista Lluís Bru, l'ebenista Joan Busquets, etc.
De personalitat tranquil·la i devota, va dedicar tota la seva vida a la seva carrera. Va rebre gran quantitat de distincions, com la medalla d'or de l'Ajuntament de Barcelona per haver guanyat tres cops el Concurs anual d'edificis artístics: 1901 (Casa Emili Juncadella); 1916 (edificis per a la Junta Provincial de Protecció a la Infància i Repressió de la Mendicitat); i 1917 (seu central de la Caixa de Pensions de Barcelona). Igualment guanyà el concurs anual el 1918 amb la Casa Ignasi Coll i el 1919 amb la Casa Lluís Rocamora, així com el premi al millor establiment el 1912 (Confiteria Guillem Llibre) i el 1913 (Sastreria Comas). Fou membre de la Reial Acadèmia Catalana de Belles Arts de Sant Jordi, del Cercle Artístic de Sant Lluc i del Centre Excursionista de Catalunya, comanador de l'Orde d'Alfons XII, vocal de la Junta de Museus, etc. També fou conseller de la Caixa d'Estalvis de Barcelona des de 1913.
Ocasionalment, es dedicà també a la política, i va ser diputat provincial en dues ocasions (1903-1907 i 1924-1929), en representació d'un grup catòlic aliat a la Lliga Regionalista, el Comitè de Defensa Social. Tingué una estreta relació amb l'Església: fou nomenat arquitecte diocesà de Barcelona en substitució de Villar y Lozano (1892-1931), arquitecte del Monestir de Montserrat (1903-1915) i de la Catedral de Barcelona (1927-1931). Potser per això, el 1923 Pius XI li concedí el títol pontifici de marquès de Sagnier, i el 1928 rebé el títol honorífic de cambrer de capa i espasa del Papa. Al seu escut nobiliari imprimí la següent llegenda: Domine dilexi decorem domus tuae («Senyor, vaig amar la bellesa de la teva Casa»), extreta del Psalm, 26, 8. Morí a Barcelona el 1931 i fou enterrat al Cementiri de Montjuïc.

## Obra

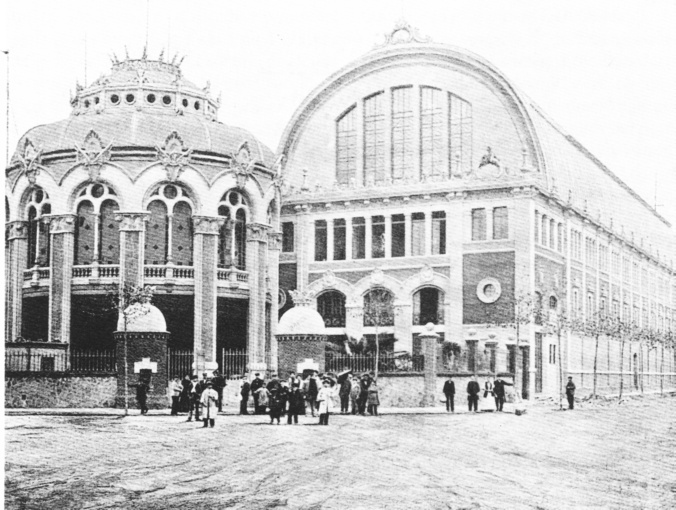
Frontó Barceloní

D'estil eclèctic, amb una certa tendència classicista, estigué proper al modernisme de moda en l'època a la capital catalana, però interpretant-lo d'una manera sòbria i funcional. La seva principal font d'inspiració és l'arquitectura medieval, sobretot romànica i gòtica; en canvi, no és procliu a estils exòtics de moda en aquell moment, com el neomudèjar o els estils àrabs i orientals. Es poden distingir a la seva trajectòria tres etapes: abans de 1900 treballà amb un estil eclèctic, monumental i grandiloqüent; de 1900 a 1910 s'aproà més al modernisme, cosa que es percep en un major sentit decoratiu de la seva obra en aquestes dates, amb especial influència de l'art rococó; i des de 1910 romangué en un estil classicista d'influència francesa, allunyat de les modes del moment.
L'obra de Sagnier es caracteritza per tres aspectes: una gran capacitat de treball, en la qual destaca el seu continu reciclatge tant en estils com en innovacions tecnològiques; una certa indefinició estilística, que malgrat tot deixa la porta oberta als corrents del moment; i una variada amplitud tipològica, desenvolupada principalment en el sector de l'habitatge, l'encàrrec oficial i el religiós. Sagnier representa una certa paradoxa en el panorama arquitectònic barceloní de finals del segle xix i començaments del xx: si bé en vida gaudí d'un notable èxit professional, amb gran quantitat d'encàrrecs per part de la burgesia i de l'Església —mercès a un gran coneixement de l'ofici, capacitat de treball, rigor pressupostari i adaptació al gust decoratiu de la societat del seu temps—, després de la seva mort caigué en un injust oblit —avui dia és poc conegut fins i tot a la ciutat que veié la major part de les seves realitzacions—, a causa de la seva vinculació amb l'Església i amb sectors polítics conservadors, a més que el seu estil fou menyspreat pels nous corrents arquitectònics del segle xx, sobretot el noucentisme.
La seva producció s'emmarca a la Barcelona de finals del segle xix i començaments del segle xx, l'època del modernisme, en què es produeix una gran puixança en la construcció, tant d'edificis oficials i religiosos com d'àmbit privat, destacant les grans mansions senyorials construïdes per la burgesia catalana, que es beneficia d'una època de gran esplendor econòmica, deguda sobretot al comerç amb les colònies espanyoles a Amèrica i Filipines. Coincideix també amb la Renaixença, l'època de renaixement de la cultura catalana, que porta a la revalorització del passat cultural català, sobretot d'època medieval. El modernisme intenta, de certa forma, entroncar amb l'art gòtic en recerca d'un llenguatge constructiu nacional que representi amb fidelitat la cultura catalana. Igualment, el modernisme suposa una revitalització de totes les arts i oficis: estil eminentment ornamental, s'inclouen en l'arquitectura oficis artesanals com: la forja, l'estuc, la ceràmica, el vitrall, l'ebenisteria, etc.

### Primeres realitzacions
Enric Sagnier començà la seva carrera com a ajudant de Francisco de Paula del Villar y Lozano: sota les seves ordres realitzà la seva primera construcció, la reforma de la capella de Sant Josep a la Basílica de Montserrat (1884). Treballs similars foren els altars —avui desapareguts— de les esglésies de Monistrol de Montserrat i Sant Joan Baptista de Gràcia. La seva primera obra important fou la nova església de Santa Engràcia de Montcada (1886), d'estil neogòtic, destruïda durant la Guerra Civil. D'aquest mateix any fou el seu primer edifici d'habitatges, la Casa Cuyàs. El 1888 ideà un projecte per a l'Exposició Universal, que no es dugué a terme; es tractava del Pavelló de Lleó XIII, que havia d'acollir la representació dels Estats Pontificis al certamen.

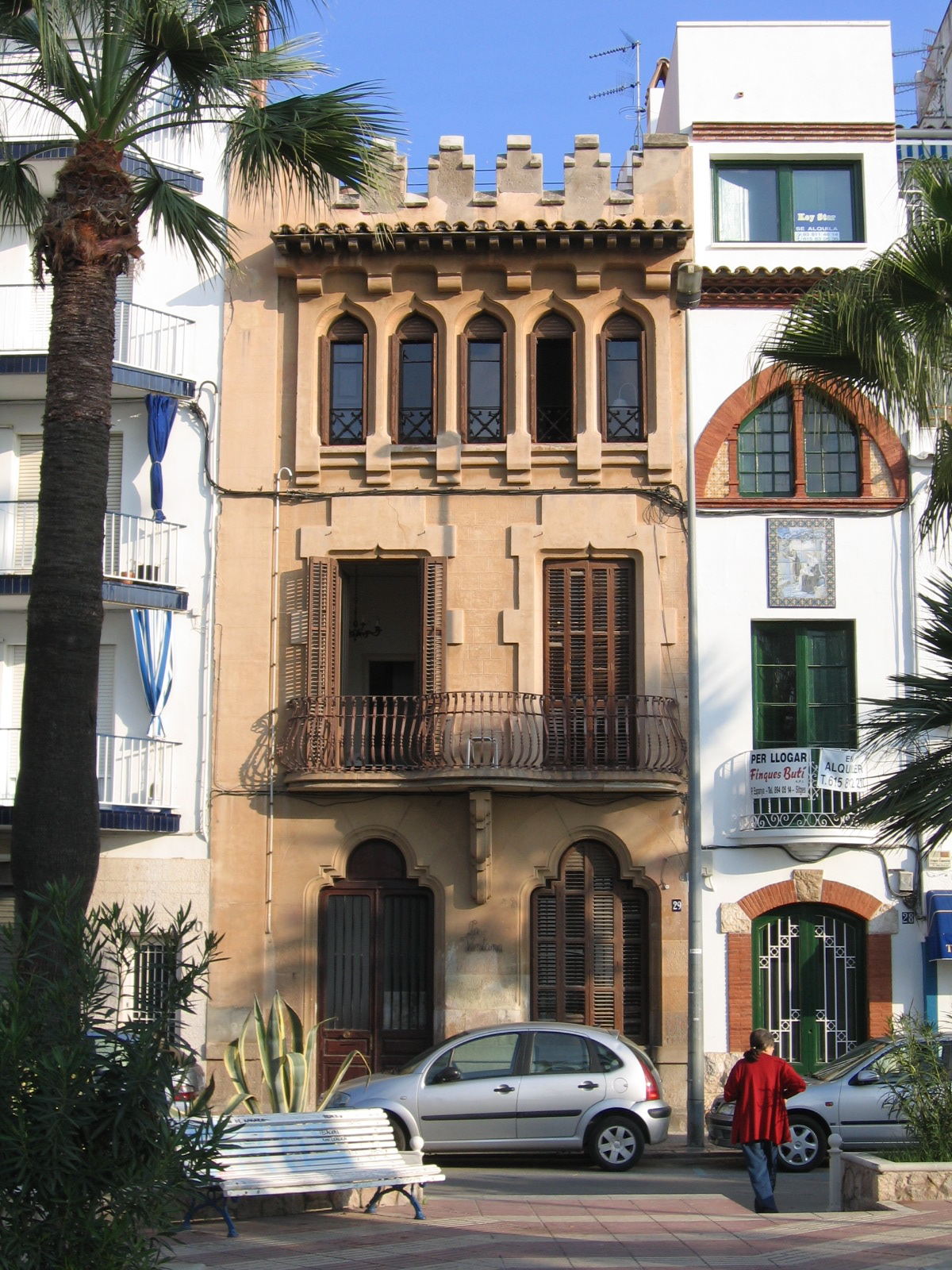
Casa Isabel Ferret a Sitges

Durant l'última dècada de segle, Sagnier es dedicà principalment als edificis d'habitatges: la Casa Antoni Roger, als carrers d'Ausiàs Marc, 33-35 i de Girona, 20 (1888-1890), on utilitzà una variada amalgama estilística, conjugant el gòtic, el plateresc i un cert manierisme a les finestres del segon pis; la Casa Rodolf Juncadella, a la Rambla de Catalunya, 33 (1888-1891), que destaca pel seu acurat treball en forja i escultura, com ara els quatre medallons de la part superior que representen les arts, obra de Pere Carbonell; les Cases Pascual i Pons (1890-1891), al passeig de Gràcia, 2 (Casa Alexandre Pons Serra) i 4 (Casa Isidra Pons de Pascual), d'estil neogòtic, flanquejades per dues torres de perfil agut, amb decoració d'Alexandre de Riquer; la Casa Tomàs Roger, al carrer d'Ausiàs Marc, 37-39 (1892-1894), que conjuga elements clàssics amb escultura d'aire plateresc; la Casa Dolors Vidal de Sagnier, a la Rambla de Catalunya, 104 (1892-1894), que va ser el seu propi edifici familiar, en estil neogòtic, amb una imatge de la Immaculada Concepció a la façana, obra de Josep Llimona; la Casa Isabel Ferret, a Sitges (1899), en estil eclèctic.

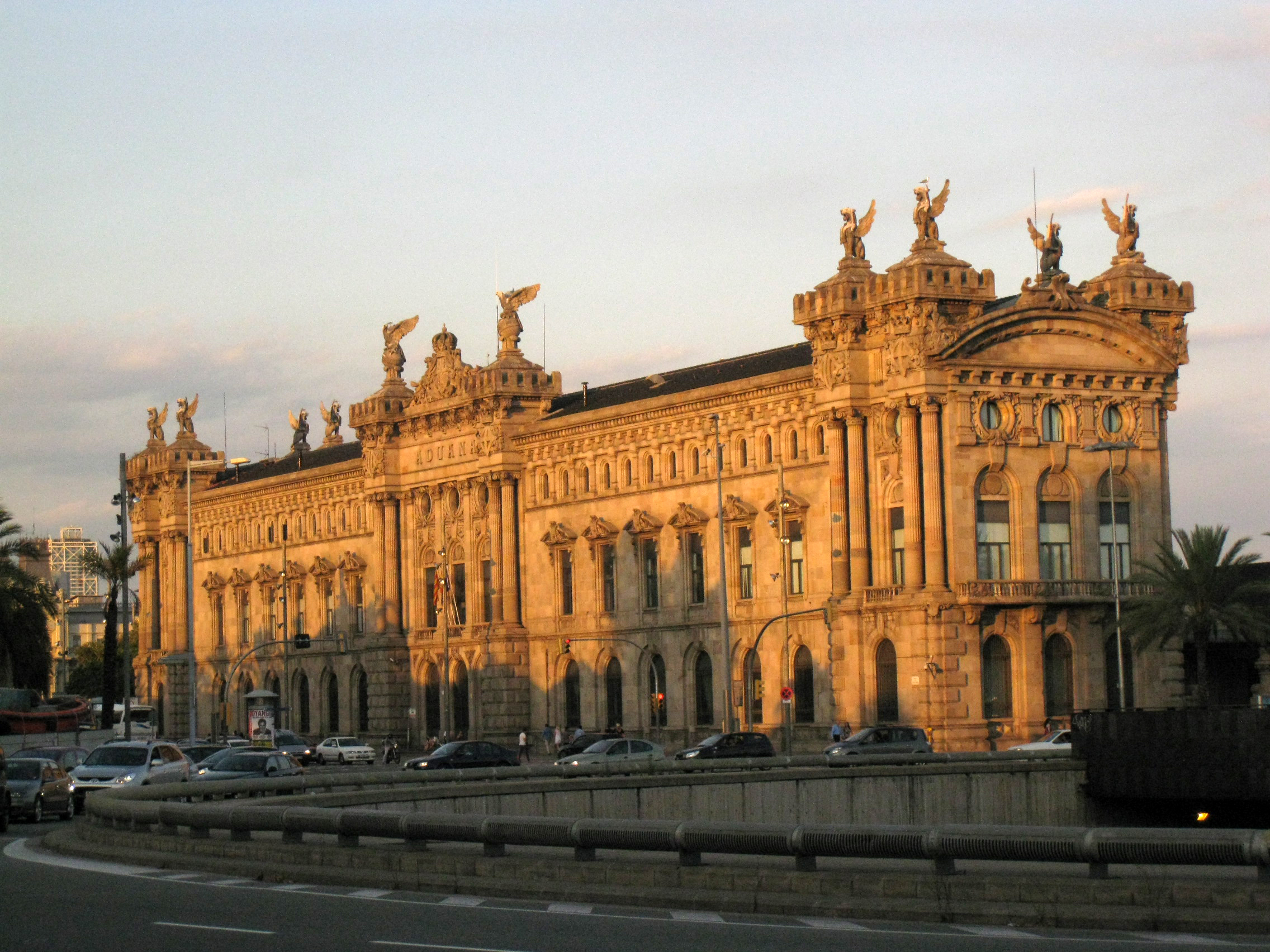
Duana del Port de Barcelona

En l'àmbit religiós, Sagnier rebé diversos encàrrecs dels Salesians, com ara el Santuari de Santa Maria Auxiliadora (1889-1901), compost per un cor per a 300 persones i una església de tres naus separades per doble filera de sis columnes; per al seu disseny, Sagnier s'inspirà en la casa central dels Salesians a Torí. Entre 1892 i 1897 realitzà el col·legi de Jesús-Maria, al passeig de Sant Gervasi, 15, d'estil neogòtic, i entre 1892 i 1894 el col·legi del Sagrat Cor de Jesús, a la cantonada dels carrer de la Diputació i de Bailén, sobre una edificació anterior de Josep Vilaseca. Al barri del Clot construí el Centre de la Mare de Déu del Carme i Sant Pere Claver (1899-1903), conjunt destinat a escoles i tallers d'oficis per a joves obrers, desaparegut el 1936. Igualment, com a arquitecte diocesà de Barcelona construí diverses parròquies als barris obrers de la ciutat: Sagrat Cor al Poblenou (1895-1926), Sant Joan a Horta (1909-1917), Sant Francesc d'Assís al Poblenou (1914-1917), Mare de Déu de Montserrat al Guinardó (1920-1924), Mare de Déu del Roser a Fort Pius (1923-1924), Crist Rei a la Sagrera (1924-1931), Santa Engràcia a Verdun (1925-1928), Sant Ramon Nonat a Collblanc (1925-1935); així com a diverses poblacions de la diòcesi: Santa Maria a Castelldefels (1903-1909), Santa Margarida a Santa Margarida i els Monjos (1920-1924), Sant Pere a Masquefa (1922-1925) i Santa Maria a Vilobí del Penedès (1925-1933). També va acabar l'església parroquial de Sant Pere de Ribes (1910) iniciada per Josep Codina.
El 1893 realitzà el Frontó Barceloní, al carrer de la Diputació, 415, primer local a Barcelona dedicat al joc de pilota; era descobert, i el públic ocupava una estructura de ferro a tres nivells, decorada amb estucs, a la qual s'accedia per mitjà d'una rotonda i una gran escalinata; el Frontó desaparegué el 1902. El mateix any projectà el castell de Villavecchia a Sant Hilari Sacalm. El 1896 construí a Vic la Fàbrica Torra, edifici de quatre plantes d'estil clàssic; la façana està decorada amb figures de porcs, ja que la fàbrica es dedicava a l'elaboració d'embotits. Entre 1896 i 1902 construí la Duana del Port de Barcelona en col·laboració amb Pere Garcia Fària, amb planta en forma d'H d'acord amb el seu l'habitual estil eclèctic; la façana té un aspecte monumental que recorda l'arquitectura centreeuropea, amb decoració de motius clàssics —principalment en ordre jònic — rematada amb els escuts de Barcelona, Catalunya i Espanya, i amb dues àguiles i dos grifons, obra d'Eusebi Arnau.

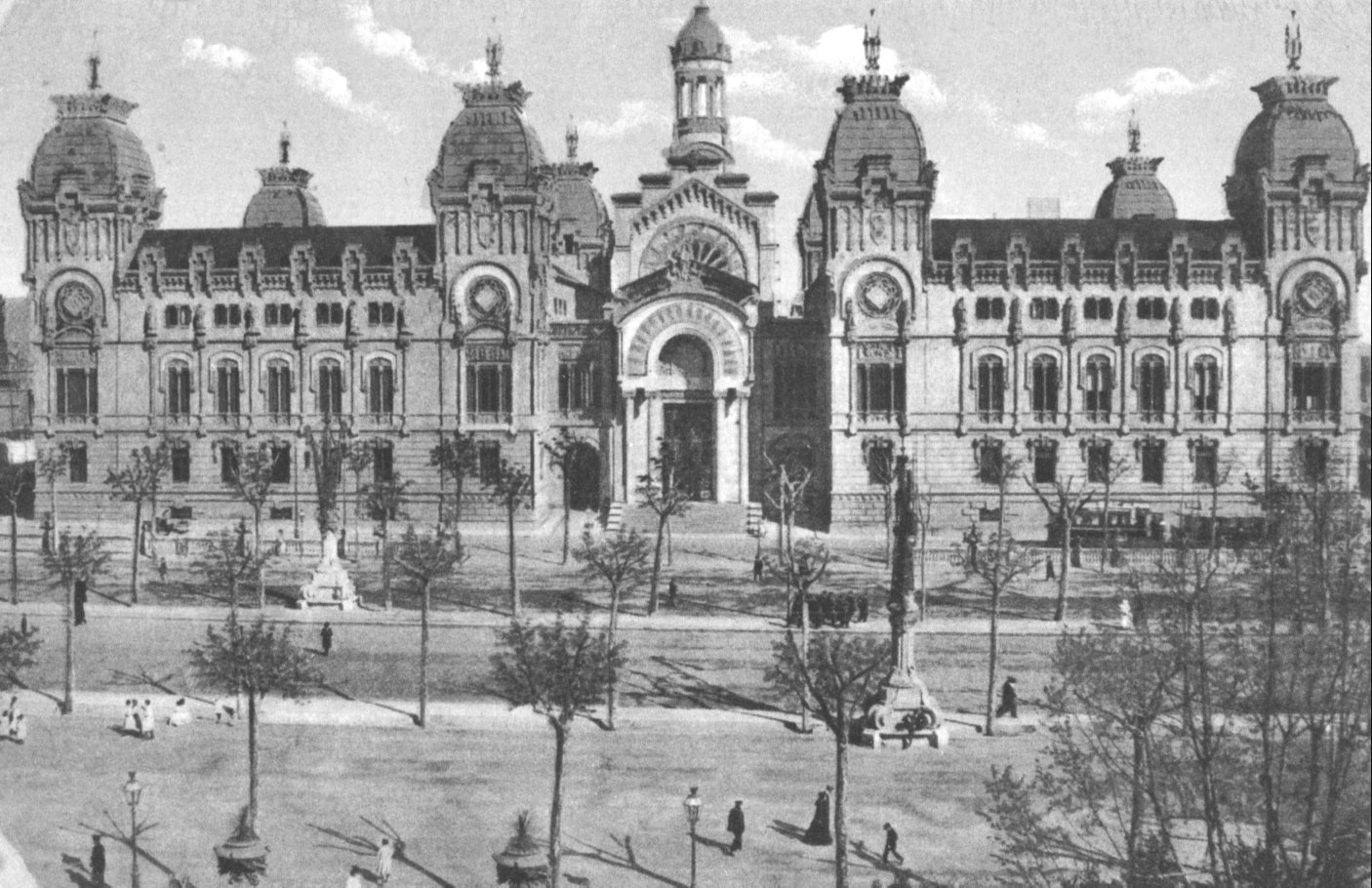
Palau de Justícia, a Barcelona

Sense dubte, la seva obra més important de joventut és el Palau de Justícia de Barcelona (1887-1911), projectat conjuntament amb Josep Domènech i Estapà. Després de la Universitat de Barcelona, seria un dels primers edificis públics de la ciutat concebut amb caràcter monumental, en un solar aïllat i a escala del nou Eixample. El conjunt havia d'acollir l'Audiència Provincial de Barcelona i els jutjats municipals i de primera instància de la capital. L'edifici es compon de dos cossos quadrangulars coronats per unes cúpules peraltades, a banda i banda d'un cos central. Els cossos laterals acullen les dependències dels jutjats, mentre que el central conté l'accés principal, l'escala d'honor i les grans dependències públiques, on destaca la Sala dels Passos Perduts, de 20 metres d'altura, coberta amb un sistema d'arcs de ferro, i decorada amb pintures murals de Josep Maria Sert. El Palau destaca per la gran quantitat d'obra escultòrica; en la seva realització intervingueren la major part d'escultors de l'època: els germans Agapit i Venanci Vallmitjana, Eduard Alentorn, Rafael Atché, Miquel Blay, Pere Carbonell, Manel Fuxà, etc. El programa decoratiu de l'exterior del palau consta de 48 figures relacionades amb el dret, 22 relleus amb temes jurídics i històrics, un grup (Moisès amb les Taules de la Llei) al coronament del frontispici, d'Agustí Querol, i una gran figura de quatre metres que representa la Justícia, d'Andreu Aleu. Serà també important en el disseny de l'edifici la utilització del ferro, present tant en obres de forjat com en els espais del cos central, especialment a la sala axial que divideix l'edifici en dues zones.

### Etapa modernista

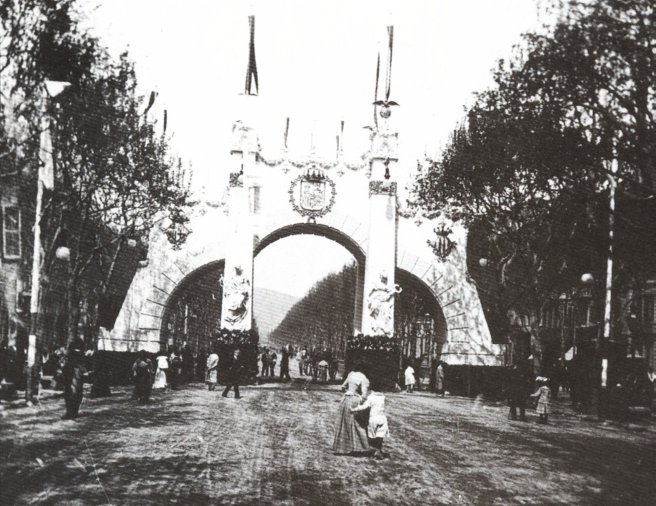
Arc de Triomf en honor d'Alfons XIII

Amb el canvi de segle, Sagnier s'apropa més a les formes modernistes de moda en aquell moment, sobretot en la utilització de les arts aplicades, la proliferació de l'escultura i el treball en ferro; en canvi, no li agrada gaire la decoració amb vitralls, els revestiments en ceràmica o l'ús d'esgrafiats, tan característics del modernisme.
Diverses de les seves primeres obres qualificables de modernistes foren altre cop edificis d'habitatges: la Casa Rupert Garriga, al carrer de la Diputació, 250 (1899-1901), amb un acurat treball en pedra tallada, vitralls paisatgístics d'Antoni Rigalt i unes mènsules que sostenen el balcó principal, d'Eusebi Arnau; la Casa Ferran Cortés, a la rambla de Catalunya, 96 (1900, d'un cert estil rococó, amb decoració de tipus vegetal); la Casa Lluís Sagnier Nadal, al carrer de Brusi, 61 (1900), que era la casa d'estiueig familiar al peu del Tibidabo; la Casa Emili Juncadella, a la rambla de Catalunya, 26 (1900-1901), que presenta nombroses innovacions del mateix arquitecte: obertures trilobulades, acabament abarrocat, decoració en franges horitzontals, etc.; la Casa Carulla, al carrer de Mallorca, 214 (1900), que destacava per una façana coronada amb una al·legoria de la pintura, en estil rococó.
Entre 1902 i 1904 fou autor del local que serví de magatzem de l'empresa tèxtil Fabra i Coats, per encàrrec de Josep Bertrand. Aquest edifici, situat al carrer de Balmes, 48, va ser adquirit a principis de 1980 per la galeria Gothsland i actualment ha estat rehabilitat i alberga la seu del Museu del Modernisme Català.
A València se li atribueixen les Cases del carrer de la Pau (1903-1905), també adjudicades a Francesc Mora Berenguer —i potser es tracta d'una col·laboració entre tots dos. En aquesta època Sagnier també es dedicà a l'arquitectura funerària per a les famílies de l'alta burgesia catalana, com ara l'hipogeu de la família Olivella (1909) o el panteó de la família Juncadella (1910), amb dos cossos que flanquegen un obelisc treballat en esfumat.
L'any 1903, Sagnier esdevingué arquitecte titular de la Basílica de Montserrat, en substitució de Villar y Lozano. Per al temple benedictí realitzà un plànol topogràfic de la muntanya (1914-1915), així com la construcció de diverses obres, totes ja desaparegudes: la capella del Santíssim Sagrament (1904), amb un ric altar en marbre i metall daurat; el Tercer Misteri de Dolor del Rosari Monumental, amb escultura d'Anselm Nogués (1901), així com el Segon Misteri del Goig, amb un grup escultòric de Venanci Vallmitjana i Barbany (1902), i el conjunt escultòric del Via Crucis (1904-1916), amb escultures d'Eusebi Arnau, compost per les 14 estacions sobre la Passió de Crist, en un estil vagament gaudinià perceptible a les superfícies rugoses de pedra repicada i als pinacles naturalistes; el conjunt fou destruït el 1936. Potser per aquesta vinculació amb l'orde benedictí, rebé un encàrrec per a la construcció d'una escola a Perth (Austràlia), on hi havia una missió, Nova Núrsia, regida per un abat català, Fulgenci Torres i Mayans; allí realitzà l'església i el col·legi de Santa Gertrudis (1904-1906), d'estil neogòtic. També en relació amb els benedictins realitzà diverses intervencions al Santuari de Pueyo (Barbastre) i al Monestir de Valvanera, a La Rioja.

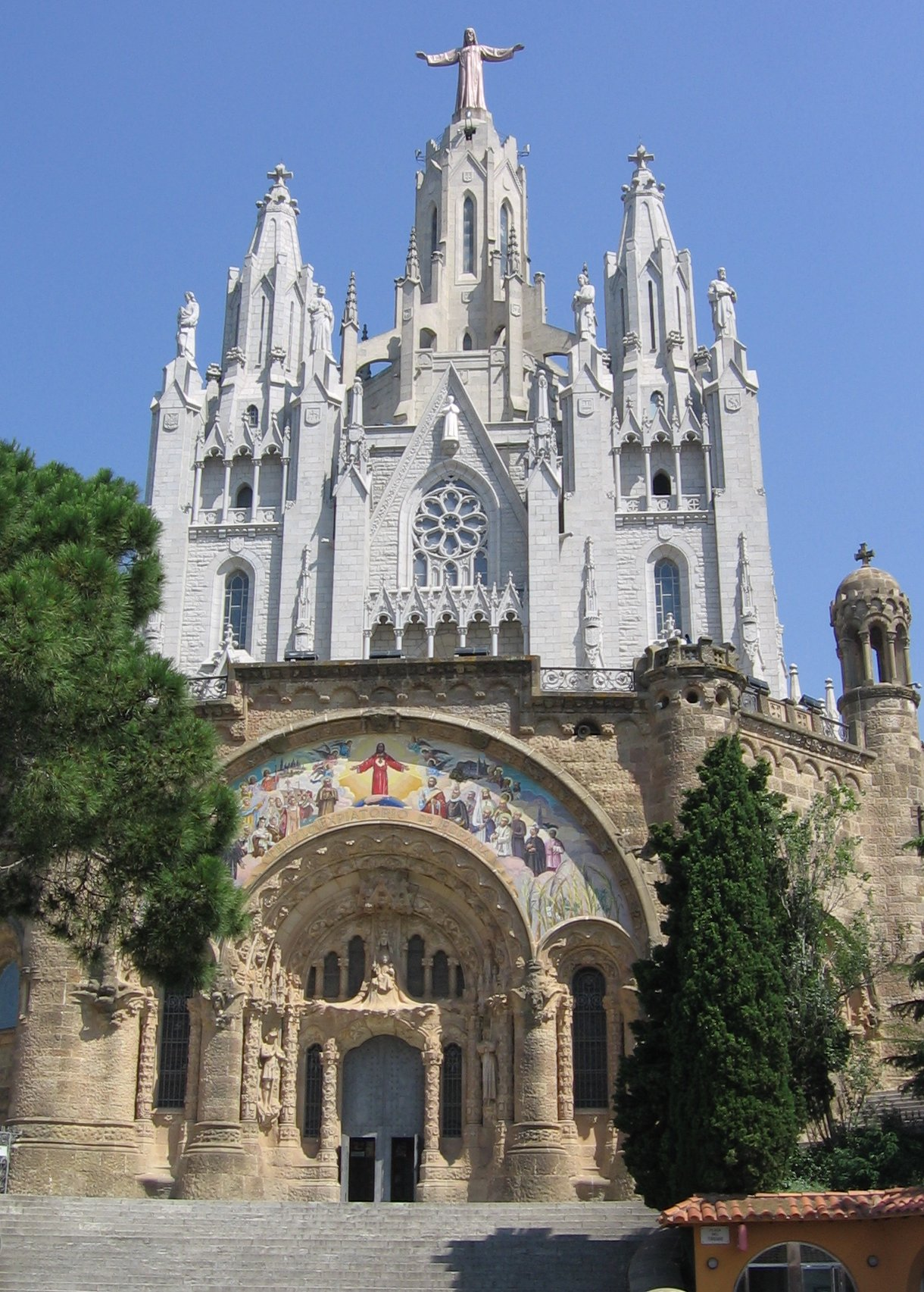
Temple Expiatori del Sagrat Cor

Tanmateix, la seva obra religiosa més important serà sens dubte el Temple Expiatori del Sagrat Cor, al cim del Tibidabo de Barcelona, la construcció del qual es perllongà de 1902 a 1961, amb la direcció des de la mort d'Enric Sagnier del seu fill Josep Maria. Aquesta obra es deu al mecenatge de Dorotea de Chopitea, que junt amb altres promotors cediren els terrenys a sant Joan Bosco en la seva visita a Barcelona el 1886, amb la idea de fer-hi un temple dedicat al Sagrat Cor de Jesús, en la línia del construït a Roma pel mateix Bosco (Sacro Cuore di Gesù), així com del famós Sacré-Cœur de París. La primera pedra es col·locà el 28 de desembre de 1902 en un acte presidit pel bisbe de Barcelona, el cardenal Salvador Casañas i Pagès. El conjunt està format per una cripta interior i l'església superior, amb planta central amb cúpula sobre vuit columnes. La cripta es construí entre 1902 i 1911, amb un aire neobizantí, mentre que el temple fou edificat entre 1915 i 1951, i l'exterior de les obres el 1961. L'estil del conjunt es basa en una línia romànica combinada amb el temple de verticalitat gòtica, cobert amb una cúpula vuitavada coronada amb la imatge del Sagrat Cor, obra inicial de Frederic Marès —destruïda el 1936— i substituïda per una altra de Josep Miret, de 1950. Exteriorment, aquest temple és més contingut que el gòtic florit dels primers projectes de Sagnier.

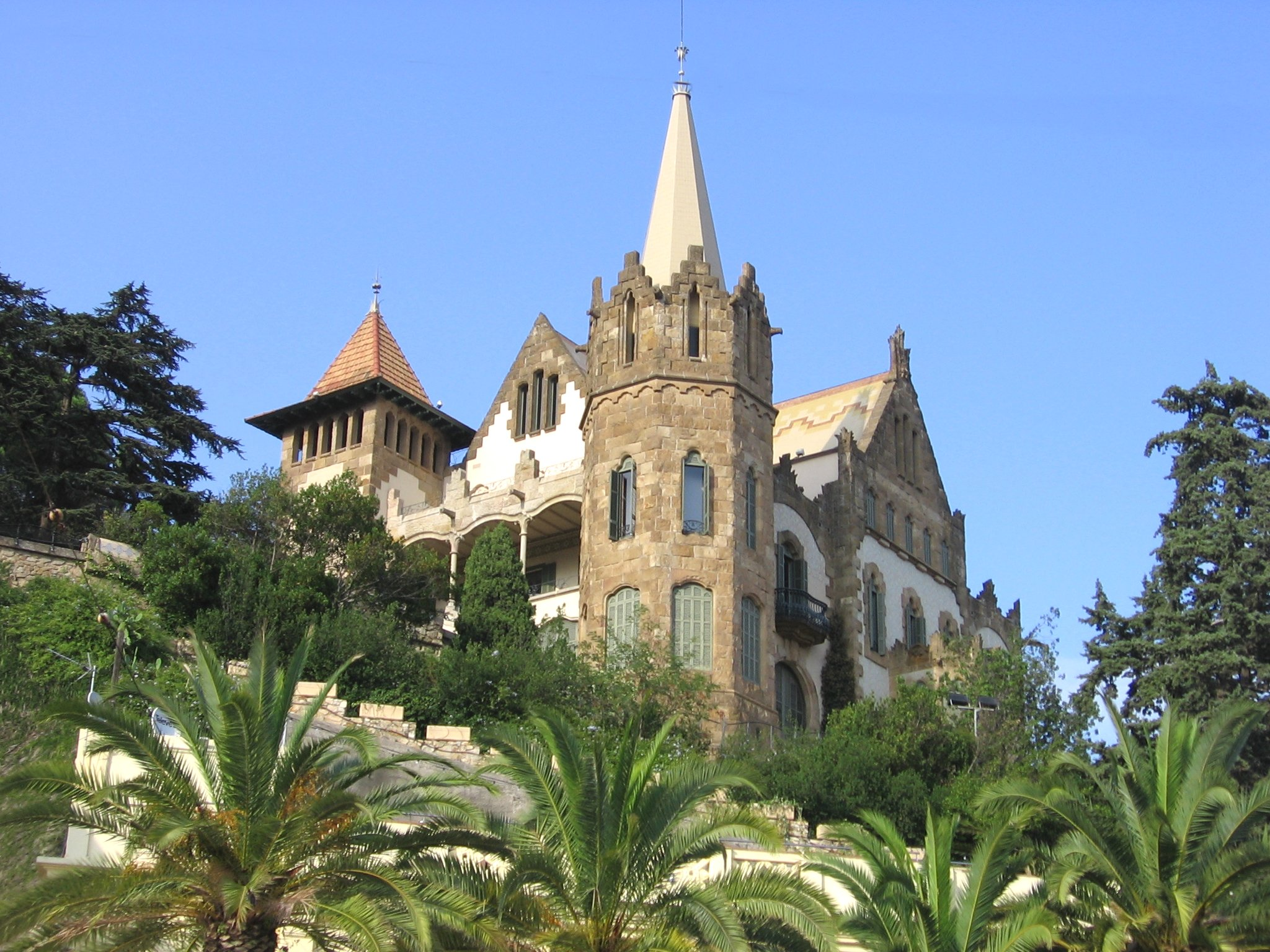
Casa Arnús (El Pinar)

A la muntanya del Tibidabo, Sagnier construí també la casa de Manuel Arnús, coneguda com «El Pinar» (1902-1904), amb una volumetria rica en perfils, d'aire vagament gòtic, amb referències a l'arquitectura pairal catalana, i on destaca el joc policrom dels materials. Altres construccions familiars foren la Casa Camil Mulleras, a la Gran Via, 654 (1903-1905), d'estil rococó, amb escultura d'Alfons Juyol, i les Cases Francesc Sert i Eusebi López (1905-1906), situades també a l'avinguda del Tibidabo, dos xalets de tall clàssic amb influència francesa. A Sant Sebastià realitzà les Torres d'Arbide (1905), d'estil neogòtic que segueix la tipologia del castell medieval; hi destaquen a la façana els relleus escultòrics de motius florals.
Amb motiu de la visita del rei Alfons XIII a Barcelona, el 6 d'abril de 1904, Sagnier construí un arc de triomf efímer al passeig de Gràcia, per encàrrec de Claudi López i Bru, marquès de Comillas. El 1905 realitzà una porta lateral a l'església barroca de Betlem, a la Rambla de Barcelona. Entre 1907 i 1915 construí per als Caputxins l'església i convent de Pompeia, obra inspirada en l'arquitectura gòtica catalana en detalls com l'estructura de coberta de la nau, formada per bigues recolzades en arcs de diafragma igual que la capella de Santa Àgata, o en la tipologia de la torre de la façana, que recorda els campanars de Santa Maria del Mar. La decoració escultòrica era de Josep Llimona i hi destacava la imatge de la Mare de Déu de Pompeia (destruïda el 1936). Sagnier s'encarregà també de projectes de «cases barates» per a obrers sense recursos, com les de la Torre dels Pardals del barri d'Horta (1908-1911) o les de La Constructora Obrera, al barri del Clot (1911).

### Obres de maduresa

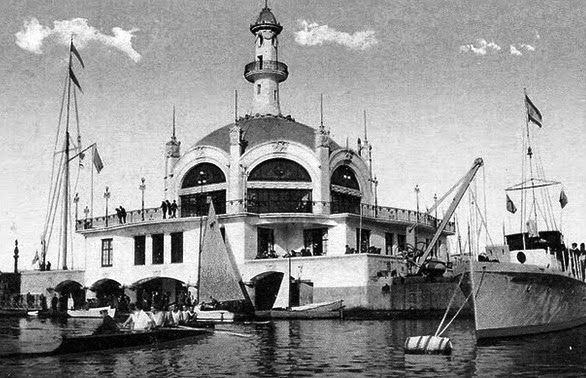
Reial Club Marítim

Sagnier entra en una etapa de menor activitat professional, alhora que rep un gran reconeixement oficial. Abandona progressivament el modernisme i s'instal·la en un estil classicista d'aire burgès, personal i eclèctic. La seva primera obra en aquesta etapa fou el Temple Parroquial de Sant Feliu a Sabadell (1910-1921), edificat sobre un temple destruït el 1909 durant la Setmana Tràgica —del qual tan sols restà el campanar i l'absis—; presenta planta de nau única d'estil neogòtic. Entre 1910 i 1911 realitzà la Casa Ramon Mulleras, al passeig de Gràcia, 37, a la denominada «Illa de la Discòrdia», pel fet d'estar-hi situats diversos edificis de famosos arquitectes modernistes —la Casa Lleó Morera de Lluís Domènech i Montaner, la Casa Amatller de Josep Puig i Cadafalch i la Casa Batlló d'Antoni Gaudí.
El 1911 guanyà el concurs per a la construcció de la seu del Reial Club Marítim de Barcelona (construït entre 1911-1913), un edifici de planta octogonal coberta amb cúpula i rematada per una mena de far; fou enderrocat el 1957. El mateix any construí l'edifici del Banco Hispano Colonial a la Via Laietana, 3 —de l'obertura de la qual, dins de la reforma de la ciutat vella barcelonina, fou Sagnier un dels encarregats—; l'edifici té connotacions de l'arquitectura vienesa coetània, i fou una de les primeres realitzacions de Sagnier que emprà tècniques modernes, cosa que es percep en els murs més lleugers i els grans finestrals.
El 1912 començà la construcció de la Capella Francesa del carrer del Bruc, amb una cripta dividida en tres naus i una església superior d'estil neoromànic, acabada el 1927 segurament pel seu fill Josep Maria. El mateix any realitzà la Casa Lluís-Eduard Pellerín, al carrer de Balmes, 170 cantonada amb l'avinguda Diagonal, 490-500, nova mostra de classicisme d'influència francesa. També el 1912 construí el Palau del Marquès d'Alella, al carrer de Muntaner, 282-290 cantonada amb Marià Cubí, conjunt d'edificis de filiació plateresca, amb pintures de Josep Maria Sert. L'Escola de les Dames Negres, al passeig de Gràcia, 33 (1913-1916), és un edifici d'estil neoromànic que destaca per la seva austeritat i solidesa. Entre 1916 i 1936 —amb finalització del seu fill Josep Maria— realitzà un conjunt d'edificis per a la Junta Provincial de Protecció a la Infància i Repressió de la Mendicitat, que ocuparen una illa de cases a la zona del Bogatell; l'arquitecte dissenyà un equipament ambiciós distribuint els pavellons amb façana als diversos carrers, reservant l'interior per a patis. Enderrocat en gran part el 1970, tan sols en queda el pavelló actualment dedicat a presó de Wad-Ras.

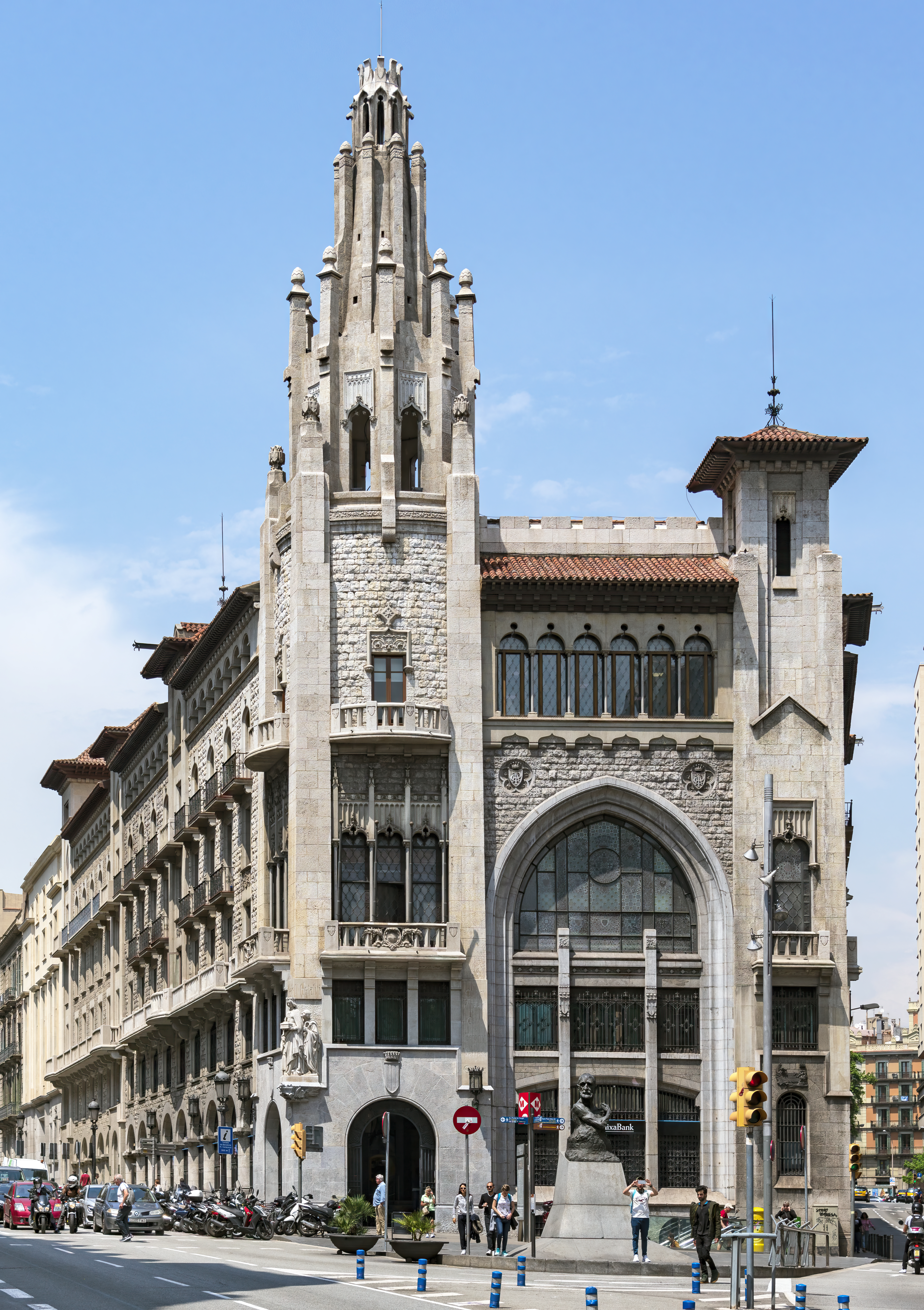
Casal de l'Estalvi

Potser la seva obra més important de maduresa sigui el Casal de l'Estalvi a la Via Laietana, 56-58 de Barcelona (1914-1917). L'edifici es va concebre amb un programa mixt d'oficines a la planta baixa i d'habitatges de lloguer als pisos superiors, per rendibilitzar la inversió. El seu esquema es basa en una torre elevada a l'angle de la Via Laietana amb la plaça de Jonqueres, on es troben els accessos, una façana principal amb els grans finestrals de la sala de juntes i els despatxos de la direcció, i unes façanes laterals amb les entrades als habitatges de lloguer. L'obra es va fer en ciment armat —pioner aleshores— amb revestiment exterior de pedra. La zona d'atenció al client estava ricament decorada amb pintures i marbres, i es distribuïa al voltant d'un espai cobert amb claraboia. A la cantonada de les dues façanes principals se situa un grup escultòric que simbolitza l'Estalvi, obra de Manel Fuxà. El 1920 realitzà un edifici annex per a La Caixa al veí carrer de Jonqueres, i construí a més diverses sucursals de l'entitat a Igualada (1922), Sabadell (1923), Manresa (1924) i Tarragona (1929).
Durant la Primera Guerra Mundial, època d'esplendor econòmica a causa de la neutralitat espanyola, rebé molts encàrrecs: entre 1915-1926 realitzà la basílica de Sant Josep Oriol, al carrer de la Diputació, 141, encàrrec de Magdalena Modolell, vídua de Nogués, en previsió de la canonització del beat català. Aquest temple representa una innovació estilística de l'època, ja que en lloc d'utilitzar els estils medievalistes habituals aleshores —com el neogòtic o el neoromànic—, es basa en la tipologia de basílica romana de naus separades per columnes amb arqueries, posteriorment molt utilitzat en la postguerra. En la decoració interior destaquen els mosaics, obra de Lluís Bru. A més de l'església, el conjunt —acabat pel seu fill Josep Maria— comprenia un teatre i unes escoles; malmès durant la Guerra Civil, fou restaurat per Francesc Folguera.
El 1915 concebé un projecte amb August Font per a la urbanització de la zona de Miramar, a la muntanya de Montjuïc, que finalment no es dugué a terme. El mateix any realitzà la Casa Ignasi Coll i Portabella, a l'avinguda del Tibidabo, 24-28 (1915-1918), que presenta una línia classicista amb elements decoratius d'influència plateresca. Entre 1915 i 1920 construí una església i convent per als Escolapis a Camagüey (Cuba), en estil neogòtic. En aquesta època realitzà també dos encàrrecs a la plaça de Catalunya de Barcelona: la remodelació de l'Hotel Colón (1916), avui desaparegut, en què substituí l'anterior edifici modernista, obra d'Andreu Audet i Puig, per un d'estil classicista; i l'edifici de la Banca Arnús (1918-1927), posteriorment Banco Central Hispanoamericano i avui dia dependències d'El Corte Inglés, també d'estil classicista. En l'àmbit de l'habitatge, la Casa Manuel Doncel, al carrer del Pare Fidel Fita, 10-16 (1917), és una casa unifamiliar que segueix la tipologia de la masia catalana, amb ornamentació novament d'estil plateresc.

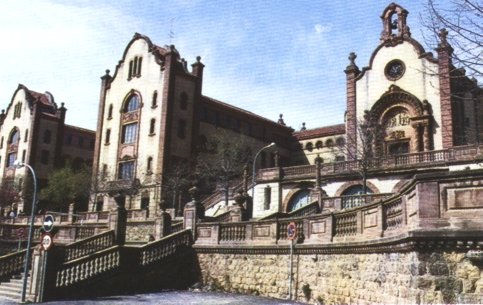
Patronat Ribas

Des de 1920 Sagnier executà menys obres: entre les seves últimes construccions destaca el Patronat Ribas, al passeig de la Vall d'Hebron, 93-103 (1920-1930), fet gràcies a la donació testamentària de Lluís Ribas i Regordosa. És un conjunt d'edificis estructurat amb enginy, articulat amb naus en forma d'H, simètriques a l'eix de la capella. La seva decoració remet a un estil populista barroc, en què destaquen els relleus en terracota de tradició catalana. Actualment, acull un Institut d'Educació Secundària (Institut Vall d'Hebron). Una de les seves últimes construccions privades fou la Casa José Larrañaga, a Diagonal, 464 (1927), petit habitatge unifamiliar resolt novament amb un estil clàssic d'aire francès. El 1928 construí a València la Caja de Previsión Social, en col·laboració amb Enrique Viedma, edifici de gran monumentalitat en què destaca la cantonada entre els dos carrers on està situat, dotada d'una gran verticalitat i coronada per uns templets influïts pel barroc valencià.

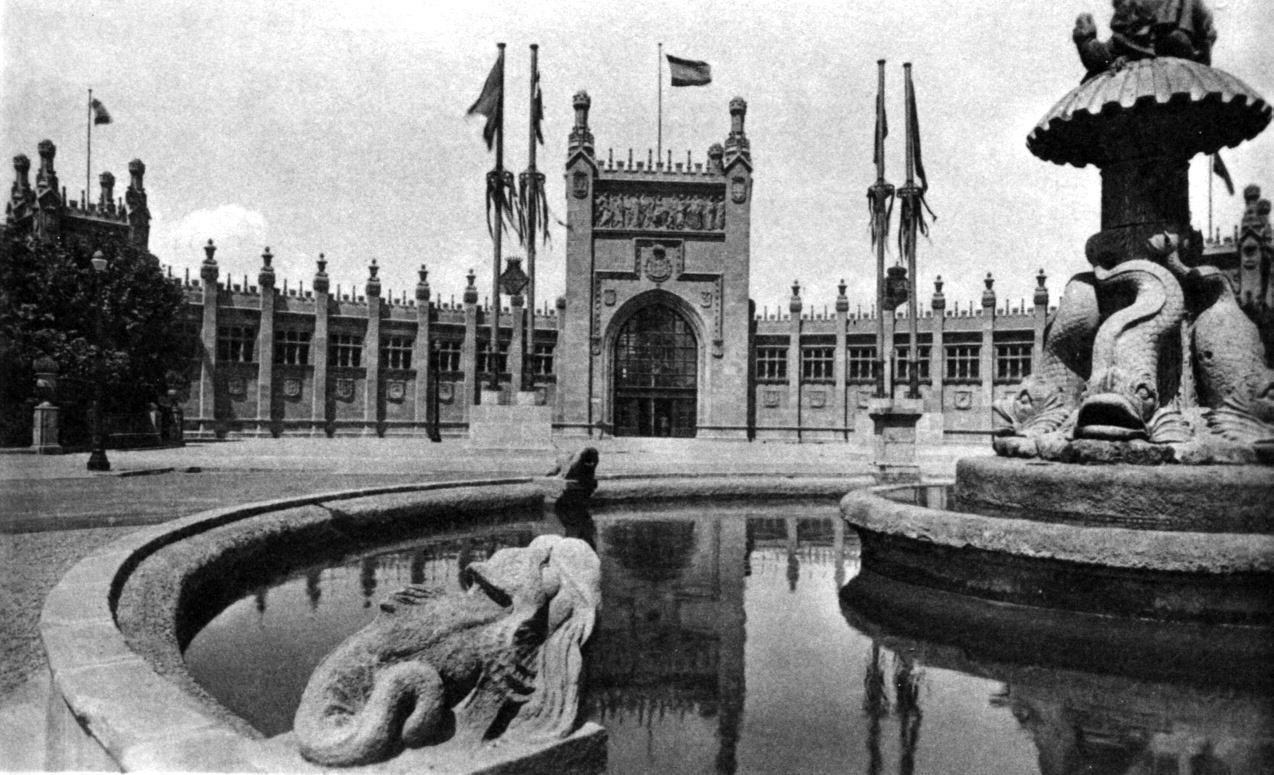
Pavelló de les Diputacions de l'Exposició Internacional de 1929

Sagnier formà part com a jurat en l'adjudicació de projectes per a l'Exposició Internacional de 1929 a Montjuïc; entre d'altres, fallà al concurs per al Palau Central de l'exposició —actual Palau Nacional i seu del Museu Nacional d'Art de Catalunya. Coincidint amb els preparatius de l'exposició, s'encarregà a Sagnier la restauració del Palau Episcopal de Barcelona; l'obra es va centrar en la modificació del pati, amb el descobriment d'una finestra gòtica i les arcades romàniques originals, a les quals es va afegir una escala de nova creació. Com a arquitecte diocesà rebé també l'encàrrec, juntament amb Bonaventura Bassegoda i Amigó, del trasllat del cor de la Catedral de Barcelona, projecte que no es dugué a terme. Igualment, com a diputat provincial realitzà també el Palau de les Diputacions per a l'Exposició de 1929, d'estil gòtic-plateresc, amb una escultura eqüestre de Sant Jordi de Josep Llimona, i a l'Exposició Iberoamericana de Sevilla construí el Pavelló de les Províncies Catalanes, amb un edifici en forma de masia catalana.

## Obres principals

### Badalona
| Any       | Nom                                      | Ubicació        | Descripció                                                                                           | Estat    | Foto                           |
| --------- | ---------------------------------------- | --------------- | --- | -------- | ------------------------------ |
| 1921-1925 | Convent i església dels Pares Carmelites | Sant Miquel, 44 | Convent i església pels frares carmelitans en substitució d'habitatges habilitats per a ús religiós. | Correcte | Església dels Pares Carmelites |

### Barcelona
| Any       | Nom                                                                      | Ubicació                            | Descripció | Estat | Foto                                                                     |
| --------- | ------------------------------------------------------------------------ | ----------------------------------- | --- | --- | ------------------------------------------------------------------------ |
| 1887-1911 | Palau de Justícia de Barcelona                                           | Passeig Lluís Companys              | Edifici per a l'Audiència de Barcelona i els jutjats municipals i de primera instància de la capital, fet amb Josep Domènech i Estapà. | Correcte                                                                                                 | Palau de Justícia de Barcelona                                           |
| 1888-1890 | Casa Antoni Roger                                                        | Ausiàs Marc, 33-35/Girona, 20       | Casa per a Antoni Roger i Vidal, d'estil eclèctic. Davant seu, la Casa Francesc Burés, de Francesc Berenguer i Mestres, va adequar la seva façana per respectar l'estètica d'aquest edifici. | Correcte                                                                                                 | Casa Antoni Roger Vidal                                                  |
| 1888-1891 | Casa Rodolf Juncadella                                                   | Rambla Catalunya, 33                | Casa per a Rodolf Juncadella. Hi destaca el treball en forja i escultura, obra de Pere Carbonell. | Correcte                                                                                                 | Casa Rodolf Juncadella                                                   |
| 1890-1891 | Cases Pascual i Pons                                                     | Passeig de Gràcia, 2 i 4            | Cases per a Alexandre Pons Serra i Isidra Pons de Pascual, d'estil neogòtic, amb decoració d'Alexandre de Riquer. | Correcte                                                                                                 | Cases Pons                                                               |
| 1890-1892 | Asil Duran                                                               | Tuset                               | Reformatori per a nois | Desaparegut                                                                                              |                                                                          |
| 1892-1897 | Col·legi de Jesús-Maria                                                  | Passeig de Sant Gervasi, 15         | Encàrrec dels Salesians, d'estil neogòtic. | Correcte                                                                                                 | Col·legi de Jesús-Maria                                                  |
| 1893      | Frontó Barceloní                                                         | Diputació, 415                      | Local dedicat al joc de pilota. | Desaparegut                                                                                              | Frontó Barceloní                                                         |
| 1896-1902 | Duana del Port de Barcelona                                              | Passeig Josep Carner, 29            | Nova Duana de Barcelona, fet en col·laboració amb Pere Garcia i Fària. | Correcte                                                                                                 | Duana del Port de Barcelona                                              |
| 1899-1901 | Casa Garriga Nogués                                                      | Diputació, 250                      | Casa per a Rupert Garriga, amb vitralls d'Antoni Rigalt i escultura d'Eusebi Arnau. Des del 2008 allotja el Museu Fundació Francisco Gòdia. | Molt bé                                                                                                  | Casa Garriga-Nogués                                                      |
| 1902-1904 | Casa Manuel Arnús, coneguda com «El Pinar»                               | Plaça del Doctor Andreu (Tibidabo)  | Casa per a Manuel Arnús, d'estil neogòtic, amb referències a l'arquitectura pairal catalana. | Correcte                                                                                                 | Casa de Manuel Arnús                                                     |
| 1902-1961 | Temple Expiatori del Sagrat Cor                                          | Muntanya del Tibidabo               | Temple promogut per Dorotea de Chopitea, que junt a d'altres promotors cediren els terrenys a Sant Joan Bosco en la seva visita a Barcelona el 1886, amb la idea de fer-hi un temple dedicat al Sagrat Cor de Jesús. | Correcte                                                                                                 | Temple Expiatori del Sagrat Cor                                          |
| 1903      | Casa Baltasar de Ferrer                                                  | Còrsega, 297-299                    | Residència per a Baltasar de Ferrer i Pujol de Senillosa, marquès de Puerto Nuevo. | Desapareguda                                                                                             |                                                                          |
| 1904      | Arc de Triomf en honor d'Alfons XIII                                     | Passeig de Gràcia                   | Arc de triomf efímer amb motiu de la visita del rei Alfons XIII a Barcelona, el 6 d'abril de 1904, encàrrec de Claudi López i Bru, II marquès de Comillas. | Desaparegut                                                                                              | Arc de Triomf en honor d'Alfons XIII                                     |
| 1905      | Vil·la Regina                                                            | Plantada, 1-5                       | Casa aïllada a la part alta de Sant Gervasi d'estil historicista d'influència nòrdica, encarregada per Francesc Vidal Solares. | Regular                                                                                                  | Quinta Regina                                                            |
| 1907-1915 | Església i convent de Pompeia                                            | Av. Diagonal, 450                   | Església i convent per als Caputxins, inspirada en l'arquitectura gòtica catalana. | Correcte                                                                                                 | Convent de Pompeia                                                       |
| 1910-1911 | Casa Ramon Mulleras                                                      | Passeig de Gràcia, 37               | Casa situada a la denominada "Illa de la Discòrdia" pel fet de situar-se en ella diversos edificis de famosos arquitectes modernistes: la Casa Lleó Morera de Lluís Domènech i Montaner, la Casa Amatller de Josep Puig i Cadafalch i la Casa Batlló d'Antoni Gaudí. | Correcte                                                                                                 | Casa Ramon Mulleras                                                      |
| 1911      | Casa Doctor Genové                                                       | la Rambla, 77                       | Finca estreta on s'allotjava la farmàcia i el laboratori del propietari. Hi destaca l'obertura central amb un arc Tudor per donar més llum a la sala principal i una escultura d'Esculapi a l'entrada. Els mosaics són de Lluís Bru i Salelles. | Correcte                                                                                                 | Casa Doctor Genové                                                       |
| 1911-1913 | Reial Club Marítim de Barcelona                                          | Port de Barcelona                   | Edifici de planta octogonal coberta amb cúpula i rematada per una mena de far. | Enderrocat el 1957                                                                                       | Reial Club Marítim                                                       |
| 1914-1917 | Casal de l'Estalvi                                                       | Via Laietana, 56-58                 | Edifici concebut amb un programa mixt d'oficines a la planta baixa i habitatges de lloguer als pisos superiors, per rendibilitzar la inversió. | Correcte                                                                                                 | Antiga seu central de la Caixa de Pensions                               |
| 1915-1916 | Casa Salvador Andreu                                                     | Av. Tibidabo, 21                    | Edifici noucentista concebut com a torre unifamiliar d'estiueig al mig de la urbanització residencial que promogué el doctor Andreu. | Molt bé                                                                                                  | Casa Salvador Andreu                                                     |
| 1915-1926 | Basílica de Sant Josep Oriol                                             | Diputació, 141                      | Encàrrec de Magdalena Modolell, vídua de Nogués, en previsió de la canonització del beat català. | Correcte                                                                                                 | Basílica de Sant Josep Oriol                                             |
| 1916      | Hotel Colón                                                              | Plaça de Catalunya                  | Substituí un edifici anterior modernista, obra d'Andreu Audet i Puig, per un d'estil classicista. | Desaparegut                                                                                              | Hotel Colón                                                              |
| 1916-1936 | Junta Provincial de Protecció a la Infància i Repressió de la Mendicitat | Bogatell                            | Conjunt d'edificis de beneficència. | Enderrocat en la major part el 1970, tan sols en queda el pavelló actualment dedicat a presó de Wad-Ras. | Junta Provincial de Protecció a la Infància i Repressió de la Mendicitat |
| 1918      | Casa de J. Pujol                                                         | Passeig de la Bonanova, 64          | Edifici unifamiliar modernista encarregat per Joan Pujol, tot i que va ser venut abans d'acabar-ho a Higinio Negra. Hi destaquen les escultures del timpà de la porta, el ràfec i la barana del terrat a bastament decorades. Els interiors dels seus 1200 m. construïts estan luxosament decorats. És un dels pocs exemples que resten a aquest carrer de l'època de la seva urbanització. | Correcte                                                                                                 | Casa de Joan Pujol                                                       |
| 1918-1927 | Banca Arnús                                                              | Plaça de Catalunya                  | Després seu del Banco Central i actualment dependència d'El Corte Inglés (Sfera), d'estil classicista. | Correcte                                                                                                 | Banca Arnús                                                              |
| 1920      | Casal de la Previsió                                                     | Jonqueres, 2                        | Edifici concebut com un annex a l'antiga seu central de Caixa de Pensions, situat a l'altra banda del carrer. | En desús                                                                                                 |                                                                          |
| 1920-1930 | Patronat Ribas                                                           | Passeig de la Vall d'Hebron, 93-103 | Orfenat fruit de la donació testamentària de Lluís Ribas i Regordosa, actual Institut Vall d'Hebron. | Correcte                                                                                                 | Patronat Ribas                                                           |
| 1929      | Palau de les Diputacions                                                 | Av. Marquès de Comillas/Montanyans  | Palau de les Diputacions per a l'Exposició Internacional de 1929 a Montjuïc. | Desaparegut                                                                                              | Palau de les Diputacions                                                 |

### Castelldefels
| Any       | Nom                              | Ubicació            | Descripció                                         | Estat    | Foto |
| --------- | -------------------------------- | ------------------- | -------------------------------------------------- | -------- | ---- |
| 1903-1909 | Temple Parroquial de Santa Maria | Plaça de l'Església | Temple que substitueix l'antiga església romànica. | Correcte |      |

### Igualada
| Any  | Nom       | Ubicació | Descripció | Estat    | Foto      |
| ---- | --------- | -------- | --- | -------- | --------- |
| 1907 | Cal Jepus | Nou, 26  | Casa modernista promoguda per Josep Sabaté Nadal i projectada per Sagnier el 1907. La façana està dividida en un tram més ample i l'altre més alt i estret. Inclou relleus de tipus vegetal i llums modernistes. | Correcte | Cal Jepus |

### Monistrol de Montserrat
| Any       | Nom                      | Ubicació               | Descripció                                                                                               | Estat            | Foto                                 |
| --------- | ------------------------ | ---------------------- | --- | ---------------- | ------------------------------------ |
| 1904-1916 | Via Crucis de Montserrat | Muntanya de Montserrat | Conjunt escultòric compost per les 14 estacions sobre la Passió de Crist, amb escultures d'Eusebi Arnau. | Destruït el 1936 | Estació del Via Crucis de Montserrat |

### Montcada i Reixac
| Any       | Nom                        | Ubicació | Descripció                 | Estat             | Foto                       |
| --------- | -------------------------- | -------- | -------------------------- | ----------------- | -------------------------- |
| 1888-1928 | Església de Santa Engràcia | Major    | Església d'estil neogòtic. | Destruïda el 1936 | Església de Santa Engràcia |

### Perth(Austràlia)
| Any       | Nom                                    | Ubicació    | Descripció | Estat    | Foto                                   |
| --------- | -------------------------------------- | ----------- | --- | -------- | -------------------------------------- |
| 1904-1906 | Església i col·legi de Santa Gertrudis | Nova Núrsia | Església i col·legi per a la missió benedictina de Nova Núrsia, regida per un abat català, Fulgenci Torres i Mayans. | Correcte | Església i col·legi de Santa Gertrudis |

### Sabadell
| Any       | Nom                             | Ubicació                     | Descripció | Estat    | Foto                   |
| --------- | ------------------------------- | ---------------------------- | --- | -------- | ---------------------- |
| 1910-1921 | Temple Parroquial de Sant Feliu | Plaça de Sant Roc            | Temple edificat sobre el destruït el 1909 durant la Setmana Tràgica. | Correcte | Església de Sant Feliu |
| 1923      | Caixa de Pensions               | Plaça del Doctor Robert, 4-5 | El 1950 s'hi va reformar la façana (Joan Padrós) i dos anys més tard s'hi afegiren dues plantes i un àtic. L'edifici està coronat per un grup escultòric de Frederic Marés Deulovol. | Correcte | Caixa de Pensions      |

### Sant Pere de Ribes
| Any  | Nom                                                | Ubicació            | Descripció                             | Estat    | Foto                           |
| ---- | -------------------------------------------------- | ------------------- | -------------------------------------- | -------- | ------------------------------ |
| 1918 | Finca Mas Solers                                   | Carretera BV, 2112  | Antiga masia convertida en un palauet. | Correcte | Solers                         |
| 1910 | Finalització de l'Església Parroquial de Sant Pere | Plaça de l'Església | Església parroquial.                   | Correcte | Església de Sant Pere de Ribes |

### Sant Sebastià
| Any  | Nom             | Ubicació     | Descripció                                                               | Estat    | Foto |
| ---- | --------------- | ------------ | ------------------------------------------------------------------------ | -------- | ---- |
| 1905 | Torres d'Arbide | Parc Miramon | Torres d'estil neogòtic que segueixen la tipologia del castell medieval. | Correcte |      |

### Sevilla
| Any  | Nom                                 | Ubicació          | Descripció                                                                               | Estat       | Foto |
| ---- | ----------------------------------- | ----------------- | ---------------------------------------------------------------------------------------- | ----------- | ---- |
| 1929 | Pavelló de les Províncies Catalanes | Parc Maria Lluïsa | Pavelló de les Províncies Catalanes per a l'Exposició Iberoamericana de Sevilla de 1929. | Desaparegut |      |

### Sitges
| Any  | Nom                | Ubicació   | Descripció                                 | Estat    | Foto               |
| ---- | ------------------ | ---------- | ------------------------------------------ | -------- | ------------------ |
| 1899 | Casa Isabel Ferret | Ribera, 29 | Casa unifamiliar feta per a Isabel Ferret. | Correcte | Casa Isabel Ferret |

### València
| Any       | Nom                        | Ubicació                 | Descripció                                                           | Estat    | Foto |
| --------- | -------------------------- | ------------------------ | -------------------------------------------------------------------- | -------- | ---- |
| 1903-1905 | Cases del carrer de la Pau | Pau, 21-23 GSV           | Cases en col·laboració amb Francesc Mora Berenguer.                  | Correcte |      |
| 1928      | Caja de Previsión Social   | Av. Marquès de Sotelo, 8 | Edifici de gran monumentalitat, en col·laboració amb Enrique Viedma. | Correcte |      |

### Vic
| Any  | Nom           | Ubicació           | Descripció          | Estat    | Foto          |
| ---- | ------------- | ------------------ | ------------------- | -------- | ------------- |
| 1896 | Fàbrica Torra | Bisbe Morgades, 15 | Fàbrica d'embotits. | Correcte | Fàbrica Torra |